# Tiếng Lelak
Tiếng Lelak là một ngôn ngữ tuyệt chủng của Malaysia trên bán đảo Borneo. Trong khi Những người Lelak bây giờ nói Berawan.